# Missi dominici
Els missi dominici, (llatí) o enviats del príncep (rei), eren comissaris reials de l'Imperi Carolingi encarregats en general de mantenir en l'obediència a les autoritats locals (i als nobles de vegades) en un territori determinat.
Podien ser seglars o eclesiàstics i eren escollits pel rei en l'assemblea general del regne que es feia tots els anys, enviant-los tot seguit a les províncies. Les seves funcions consistien a reformar, segons les instruccions rebudes abans de sortir, els abusos comesos en l'administració de justícia, castigar la negligència de jutges eclesiàstics o seglars, suplir les seves mancances, jutjar els procediments inacabats, rebre queixes dels particulars, visitar els monestirs, defensar als pobres contra l'opressió dels grans, defensar els drets reials, i impartir justícia en les assemblees generals o conventus que ells mateixos havien de convocar o almenys presidir.
Els missi dominici eren escollits generalment entre els bisbes, els abats, els comtes palatins, els comtes, i els vassalls immediats i generalment eren dos: un eclesiàstic i un secular; a vegades se'n nomenaven més però sempre es mantenia un equilibri entre seculars i eclesiàstics. Recorrien els diferents comtats de les regions a les que eren enviats i el territori sota la seva jurisdicció s'anomenava missaticum que podia incloure una o diverses províncies eclesiàstiques o a vegades menys d'una província, però sempre alguns comtats i/o diòcesis.
Els pagava el fisc però els que tenien alguna terra en feu del rei estaven obligats a allotjar-los de franc. Havien de fer les assemblees al gener, a l'abril, al juliol i a l'octubre, i en llocs diferents, deixant als comtes la llibertat de fer les seves en la resta de l'any. No es podia fer l'assemblea en un comtat on el comte era un missi dominici del rei en un altre lloc. Els comtes i bisbes es podien excusar per malaltia (o per dispensa reial) i enviar delegats. Es podien promulgar ordenances i normes i al final de l'assemblea s'enregistraven.
L'assemblea havia de cobrir també les places vacants de jutge, advocat i notari, i destituir als funcionaris que havien actuat malament. El missi dominici podien tractar afers criminals. Les decisions dels missi dominici i de l'assemblea, com les dels comtes, no podien ser apel·lades ni tan sols al rei però com que el bisbes, comtes i vassalls immediats estaven subjectes a la justícia del rei, els missi dominici només podien tractar afers que afectaven a aquests personatges quan era de manera amigable